# 李昭徽
李昭徽（?—?），中山卢奴（今河北省定州市）人。李義徽曾孙，李景儒之子。
李昭徽博涉健谈，脱略不羁，时人称为播郎，因以为字行于燕、赵之间。善谈论，有宏辩，写文章不拘常格。有志隐逸，慕葛洪的为人，寻师访道不远千里。开始当道士，中年应诏举，担任高唐尉。隋炀帝大业年间，携妻子隐居嵩山，号黄冠子。有文集十卷，受学者称赞。